# Red Hot Chili Peppers-tagok listája
A Red Hot Chili Peppers amerikai (közelebbről kaliforniai) rockegyüttes, huszonnyolc éves fennállása óta sokat változott. Az 1983-ban alakult zenekar, első tagjaiból mára csak Anthony Kiedis és Michael Peter Balzary, ismert nevén: Flea maradt.